# Estatua de Penélope

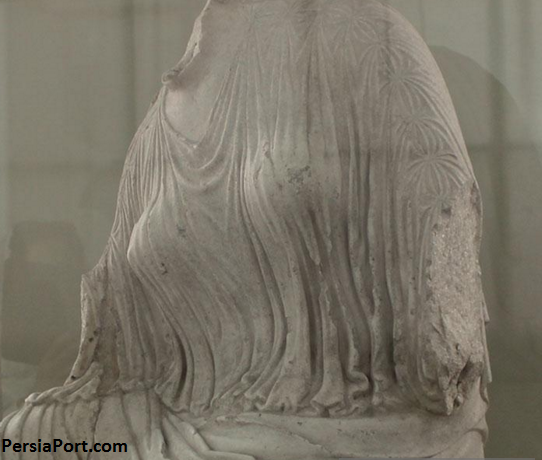
Estatua de Penélope.

La estatua de Penélope es una estatua de mármol que fue descubierta en Persépolis y se cree podría representar a Penélope. 
Normalmente se puede ver la estatua en el Museo Nacional de Irán. Sin embargo, en mayo de 2015 se mantuvo en exhibición en la Fundación Prada de Milán, Italia, durante aproximadamente 4 meses.
Se trata de la representación a tamaño natural de una dama griega en estilo severo que fue hallada en una excavación dirigida por el Instituto Oriental de Chicago en 1945. Se encontraba dispersa en tres fragmentos en las ruinas del complejo palaciego de Persépolis. Se supone que Jerjes la trajo a su capital como parte del botín capturado durante la toma de Atenas tras la batalla de las Termópilas en el 480 a. C.